# Hydrotaea nicholsoni
Hydrotaea nicholsoni este o specie de muște din genul Hydrotaea, familia Muscidae, descrisă de Mary Katherine Curran în anul 1939. Conform Catalogue of Life specia Hydrotaea nicholsoni nu are subspecii cunoscute.